# Caribou (альбом)
Caribou — восьмой альбом английского автора-исполнителя Элтона Джона, выпущенный в 1974. Синглами с альбома стали «Don’t Let the Sun Go Down on Me», который достиг 16-й строки в Великобритании и 2-й в Америке, и «The Bitch Is Back», добравшийся до 15-й строчки на родине музыканта и 4-й в США. Оба сингла побывали на первой позиции в канадском RPM 100 национальном Top Singles Chart (как и сам альбом). В 1974 году альбом стал золотым и платиновым, а затем дважды платиновым в марте 1993 в Америке. Пластинка номинировалась на премию «Грэмми» в категории «Лучший альбом года» на 17-й церемонии вручения.

## Об альбоме
В примечаниях к CD 1995 года выпуска, Джон описал альбом как быстро записанный за 9 дней в январе 1974 года. Он и его группа «были под огромным давлением» и нужно было быстро закончить альбом и отправляться в тур по Японии. Продюсер Гас Даджен позже добавил нужный бэк-вокал и другие детали.
Этот альбом назван в честь студии Caribou Ranch, где была записана бо́льшая часть альбома.
В дополнение к синглам, Элтон играл многие песни с альбома, включая «Grimsby», «You’re So Static», «Ticking» и «Dixie Lily». Переиздание 1995 года содержит четыре песни с периода выпуска пластинки, хотя только две из них, би-сайды «Sick City» и «Cold Highway», были записаны во время сессий этого альбома. «Step into Christmas» была записана во время предыдущих сессий, и «Pinball Wizard» записана в студии The Who Ramport Studios в Англии, во время записи саундтрека к фильму «Томми».
На официальном постере альбома изображён фрагмент картины Максфилда Пэрриша «Рассвет».

## Список композиций
Слова и музыка всех песен — написаны Элтоном Джоном и Берни Топином.
| №  | Название                  | Длительность |
| -- | ------------------------- | ------------ |
| 1. | «The Bitch Is Back»       | 3:42         |
| 2. | «Pinky»                   | 3:54         |
| 3. | «Grimsby»                 | 3:48         |
| 4. | «Dixie Lily»              | 2:54         |
| 5. | «Solar Prestige a Gammon» | 2:50         |
| 6. | «You’re So Static»        | 4:48         |

| №                   | Название                          | Длительность |
| ------------------- | --------------------------------- | ------------ |
| 1.                  | «I’ve Seen the Saucers»           | 4:42         |
| 2.                  | «Stinker»                         | 5:12         |
| 3.                  | «Don’t Let the Sun Go Down on Me» | 5:34         |
| 4.                  | «Ticking»                         | 7:20         |
| Общая длительность: | Общая длительность:               | 44:44        |

| №   | Название              | Автор(ы)     | Длительность |
| --- | --------------------- | ------------ | ------------ |
| 11. | «Pinball Wizard»      | Пит Таунсенд | 5:09         |
| 12. | «Sick City»           |              | 5:23         |
| 13. | «Cold Highway»        |              | 3:26         |
| 14. | «Step into Christmas» |              | 4:32         |

## Участники записи
Приведены по сведениям базы данных Discogs
Музыканты:
- Элтон Джон — вокал, фортепиано, орган Хаммонда (песня 9)
- Дэвид Хенчель — синтезатор ARP (песни 2, 5, 10), меллотрон (песня 9)
- Честер Д. Томпсон — орган Хаммонда (песня 8)
- Дэйви Джонстоун[англ.] — акустическая и электро гитары, мандолина, бэк-вокал
- Ди Мюррей[англ.] — бас-гитара, бэк-вокал
- Найджел Олссон — барабаны, бэк-вокал
- Рэй Купер — бубен, конга, свисток, вибрафон, кастаньеты, малый барабан, оркестровые колокола, маракасы
- Ленни Пикетт[англ.] — тенор-саксофонное соло (песня 1), тенор-саксофонное соло (песни 4, 5), кларнет (песня 5)
- Tower of Power[англ.] — духовая секция[англ.] (песни 1, 6, 8, 9):
  - Эмилио Кастильо[англ.] — тенор-саксофон
  - Стив Купка — баритон-саксофон
  - Ленни Пикетт — тенор-саксофон, сопрано-саксофон, кларнет
  - Мик Джиллетт[англ.] — тромбон, труба
  - Грег Адамс[англ.] — труба, аранжировки духовых инструментов (песни 1, 6, 8)

| - Дель Ньюмен — аранжировки духовых инструментов (песня 9) - Клайди Кинг — бэк-вокал (песни 1 и 6) - Шерли Мэтьюз — бэк-вокал (песня 1) - Джесси Мэй Смит — бэк-вокал (песня 1) - Дасти Спрингфилд — бэк-вокал (песня 1) - Билли Хинш — бэк-вокал (песня 9) - Брюс Джонстон — бэк-вокал (песня 9) - Тони Теннилл — бэк-вокал (песня 9) - Карл Уилсон — бэк-вокал (песня 9), аранжировки вокальных партий (песня 9) - Дэрил Драгон — аранжировки вокальных партий (песня 9) | Технический персонал: - Гас Даджен — продюсер - Клайв Фрэнкс — звукорежиссёр - Дэвид Хентшель — инженер ремикширования - Питер Келси — ассистент звукорежиссёра - Стив Браун — координатор альбома - Джон Тоблер — автор текста для буклета - Дэвид Ларкхэм — арт-директор, художественное оформление - Майкл Росс — арт-директор, художественное оформление - Эд Караефф — фотографии обложки и буклета - Крис Денни — фотографии обложки и буклета |

## Позиции в хит-парадах и сертификации
| Год       | Хит-парад                              | Высшая позиция | Пребывание в чарте |
| --------- | -------------------------------------- | -------------- | ------------------ |
| 1974—1975 | Австралия (Kent Music Report)          | 1              | нет данных         |
| 1974—1975 | Великобритания (UK Albums Chart)       | 1              | 18 недель          |
| 1974—1975 | Дания (IFPI)                           | 1              | нет данных         |
| 1974—1975 | Испания (PROMUSICAE)                   | 4              | нет данных         |
| 1974—1975 | Италия (Musica e dischi)               | 8              | 9 недель           |
| 1974—1975 | Канада (RPM Albums Chart)              | 1              | 34 недели          |
| 1974—1975 | Новая Зеландия (N.Z. Albums Chart)     | 20             | 9 недель           |
| 1974—1975 | Норвегия (VG-lista)                    | 6              | 18 недель          |
| 1974—1975 | США (Billboard Top LPs & Tape)         | 1              | 54 недели          |
| 1974—1975 | Финляндия (Suomen virallinen lista)    | 21             | 11 недель          |
| 1974—1975 | ФРГ (Offizielle Top 100)               | 30             | 1 неделя           |
| 1974—1975 | Швеция (Radio Sweden)                  | 4              | нет данных         |
| 1974—1975 | Югославия (Radio TV Revue & Studio)    | 5              | нет данных         |
| 1974—1975 | Япония (Japanese Oricon LP Chart)      | 20             | нет данных         |
|           |                                        |                |                    |
| 2024      | Великобритания (Albums Sales Chart)    | 52             | 1 неделя           |
| 2024      | Великобритания (Physical Albums Chart) | 49             | 1 неделя           |
| 2024      | Великобритания (Record Store Chart)    | 36             | 1 неделя           |
| 2024      | Великобритания (Vinyl Albums Chart)    | 35             | 1 неделя           |
| 2024      | Шотландия (Scottish Albums Chart)      | 68             | 1 неделя           |

| Хит-парад (1974)                   | Позиция |
| ---------------------------------- | ------- |
| Австралия (Kent Music Report)      | 4       |
| Великобритания (OCC)               | 15      |
| Италия (FIMI)                      | 45      |
| Канада (RPM Year-End)              | 7       |
| США (Billboard Top Popular Albums) | 65      |
| Хит-парад (1975)                   | Позиция |
| США (Billboard Top Popular Albums) | 71      |

| Регион                                  | Сертификация  | Продажи    |
| --------------------------------------- | ------------- | ---------- |
| Австралия (ARIA) · оригинальное издание | 3× Платиновый | 150 000^   |
| Великобритания (BPI)                    | Золотой       | 100 000^   |
| Канада (Music Canada)                   | Платиновый    | 100 000^   |
| США (RIAA)                              | 2× Платиновый | 2 000 000^ |